# Estela Rodríguez Villanueva
Estela Rodríguez Villanueva (Palma Soriano, 17 de noviembre de 1967-La Habana, 10 de abril de 2022) fue una deportista cubana que compitió en judo.
Participó en dos Juegos Olímpicos de Verano en los años 1992 y 1996, obteniendo dos medallas, plata en Barcelona 1992 y plata en Atlanta 1996. En los Juegos Panamericanos consiguió cuatro medallas en los años 1987 y 1991.
Ganó tres medallas en el Campeonato Mundial de Judo entre los años 1989 y 1995, y dos medallas en el Campeonato Panamericano de Judo, en los años 1990 y 1992.

## Palmarés internacional
| Juegos Olímpicos        | Juegos Olímpicos              | Juegos Olímpicos  | Juegos Olímpicos |
| Año                     | Lugar                         | Medalla           | Categoría        |
| ----------------------- | ----------------------------- | ----------------- | ---------------- |
| 1992                    | Barcelona (España)            | Medalla de plata  | +72 kg           |
| 1996                    | Atlanta (Estados Unidos)      | Medalla de plata  | +72 kg           |
| Campeonato Mundial      |                               |                   |                  |
| Año                     | Lugar                         | Medalla           | Categoría        |
| 1989                    | Belgrado ()                   | Medalla de oro    | Abierta          |
| 1991                    | Barcelona (España)            | Medalla de plata  | Abierta          |
| 1995                    | Chiba (Japón)                 | Medalla de bronce | Abierta          |
| Juegos Panamericanos    |                               |                   |                  |
| Año                     | Lugar                         | Medalla           | Categoría        |
| 1987                    | Indianápolis (Estados Unidos) | Medalla de plata  | Abierta          |
| 1987                    | Indianápolis (Estados Unidos) | Medalla de bronce | +72 kg           |
| 1991                    | La Habana (Cuba)              | Medalla de oro    | +72 kg           |
| 1991                    | La Habana (Cuba)              | Medalla de oro    | Abierta          |
| Campeonato Panamericano |                               |                   |                  |
| Año                     | Lugar                         | Medalla           | Categoría        |
| 1990                    | Caracas (Venezuela)           | Medalla de oro    | +72 kg           |
| 1992                    | Hamilton (Canadá)             | Medalla de oro    | +72 kg           |